# Limehouse Blues
Limehouse Blues (també coneguda com a East End Chant ) és una pel·lícula policial estatunidenca de 1934, dirigida per Alexander Hall. La pel·lícula està ambientada al districte de Limehouse a l'East End de Londres i el seu barri xinès. Entre els protagonistes de la pel·lícula hi havia George Raft i Anna May Wong. La pel·lícula porta el nom de la cançó " Limehouse Blues ".

## Argument
Acabat de sortir del barri xinès de Nova York, Harry Young s'ha fet càrrec del negoci d'importació il·legal al barri londinenc de Limehouse, on elimina amb sang freda els seus rivals i dirigeix un club. S'enamora d'una carterista blanca de classe baixa, disminuint el seu orgull per la meitat xinesa de la seva herència i provocant la gelosia de l'estrella del club.

## Repartiment
- George Raft com Harry Young
- Jean Parker com Toni
- Anna May Wong com Tu Tuan
- Kent Taylor com Eric Benton
- Montagu Love com Pug Talbot
- Billy Bevan com Herb
- John Rogers com Smokey
- Robert Loraine com inspector Sheridan
- E. Alyn Warren com Ching Lee
- Wyndham Standing com comissionat adjunt Kenyon
- Forrester Harvey com McDonald
- Tempe Pigott com Maggie
- Eric Blore com Slummer
- Robert Adair com policia
- Desmond Roberts com agutzil
- Eily Malyon com dona que troba en Pug
- Colin Tapley com home barallant-se amb la dona
- Otto Yamaoka com cambrer xinès

## Desenvolupament
El títol provisional de la pel·lícula era Limehouse Nights, que també era el títol d'un llibre de Thomas Burke.
El paper de Toni va passar per canvis de càsting abans de començar el rodatge. El paper estava pensat originalment per a Sylvia Sidney, però ella va rebutjar les ofertes per interpretar-lo. Heather Angel va ser provada per al paper, sense ser contractada. El paper es va oferir finalment a Jean Parker. Parker estava sota contracte amb Metro-Goldwyn-Mayer en aquell moment, i Paramount Pictures va haver d'arribar a un acord per aconseguir que l'actriu els cedís
Anna May Wong va sortir d'Anglaterra per tenir un paper important. Wong va dir a la premsa que el veritable Limehouse no era "totalment xinès, era més asiàtic. Wong told the press the real Limehouse wasn't "fully Chinese it was more Asiatic."
George Raft portava maquillada la cara de groc.

## Filmació
El rodatge va tenir lloc l'octubre de 1934. Segons articles informatius de la dècada de 1930, algunes escenes de la pel·lícula van ser filmades al port de San Pedro, Los Angeles. Les escenes van ser dirigides per William Shea, a qui s'acredita com el director de la segona unitat.
Hi ha algunes contradiccions en els crèdits de la pel·lícula. El llibre de premsa de la pel·lícula esmenta Grover Jones entre els guionistes, però no totes les fonts estan d'acord. Idwal Jones també va treballar en el guió.
La majoria de les fonts atribueixen la direcció artística de la pel·lícula a Hans Dreier i Robert Usher. Tanmateix, una altra font no esmenta la participació d'Usher. Atribueix la direcció d'art a Hans Dreier i Roland Anderson.
La pel·lícula inclou autèntiques "obres d'art oriental" a les seves escenes. El llibre de premsa informa que l'obra d'art va ser proporcionada per l'importador Tom Gubbins.
Una versió inicial del guió es conserva als fitxers de la biblioteca de l'Acadèmia de les Arts i les Ciències Cinematogràfiques (AMPAS). S'esmenta el paper de "Ching Lee", que estava destinat a James Wing.
Durant el rodatge el títol es va canviar a Limehouse Blues.

## Recepció
En una ressenya contemporània a The New York Times, el crític de cinema Andre Sennwald va descriure la pel·lícula com un "melodrama de mans agafades", amb Raft que tenia "dificultats per persuadir-nos que és un galant mestís xinès que és el gran flagell de Scotland Yard […] pateix un hàbit infeliç de pronunciar les seves paraules com els "vaqueros" de la sala de ball de Broadway". La ressenya també assenyala que la pel·lícula "és propietària de l'escenari més infantil que l'àrea adulta de Broadway ha vist en moltes setmanes i la seva principal virtut és recordar la literatura de Yellow Peril". Una ressenya de la pel·lícula a The Boston Globe va informar que "com a mestís [Raft] és capaç de semblar immòbil i estar encertat en el paper", que "la història és prou emocionant com per atraure als més emocionants- membres estimats del públic" i que "hi ha un repartiment de suport brillant". En descriure la pel·lícula per a The Chicago Tribune, Mae Tinée va escriure que "la imatge, en conjunt, és tan agradable com el gust marró fosc i l'alba freda i grisa del matí posterior […] Poc per elogiar 'Limehouse Blues', excepte una interpretació satisfactòria".
La pel·lícula no va ser un èxit comercial quan es va estrenar per primera vegada.